# Frankfurter Treppe / XX. Jahrhundert
Die Frankfurter Treppe / XX. Jahrhundert ist ein Wandmosaik von Stephan Huber. Das im Jahr 1999 aus ungefähr 2,7 Millionen Mosaiksteinen gefertigte Kunstwerk befindet sich im Hauptfoyer des Main Towers in Frankfurt am Main.
Huber versammelt auf dieser Treppe 56 Persönlichkeiten des 20. Jahrhunderts, die in besonderem Maße mit Frankfurt verbunden sind, hier tätig waren – wie der Generalstaatsanwalt Fritz Bauer oder Paul Ehrlich – oder hier geboren wurden – wie Anne Frank oder Otto Hahn.
Das Mosaik ist die Ausführung einer Schwarzweiß-Fotomontage in Glassteinen unterschiedlicher Grautöne, umgeben von blauen Glassteinen, die die Einfarbigkeit des Mosaiks unterstreichen. Es befindet sich an den Wänden, die die Eingangshalle von dem öffentlich nicht mehr zugänglichen Aufzugsvorraum abtrennen und nimmt die ganze Höhe der Eingangshalle ein. Durch die etwas verzerrte Perspektive sind die Personen im oberen Bereich der Treppe besser zu erkennen, die in Augenhöhe erscheinen etwa lebensgroß. Der Weg zu den Aufzügen in die 56 Stockwerke führt durch diese Treppe hindurch.
Die 56 Personen auf der Frankfurter Treppe / XX. Jahrhundert (von links oben nach rechts unten) sind:

Martin Niemöller (1892–1984), Theologe

Friedrich Dessauer (1881–1963), Biophysiker

Peter Palitzsch (1918–2004), Theaterregisseur

Oswald von Nell-Breuning (1890–1991), Moraltheologe

Helmut Walcha (1907–1991), Organist

Clemens Krauss (1893–1954), Dirigent

Franz Völker (1899–1965), Kammersänger

William Forsythe (1949), Choreograph

Bernhard Grzimek (1909–1987), Zoologe

Alexander Kluge (geb. 1932), Filmemacher

Benno Reifenberg (1892–1970), Publizist

Peter Suhrkamp (1891–1959), Verleger

Jean-Christophe Ammann (1939–2015), Kunsthistoriker

Georg Swarzenski (1876–1957), Kunsthistoriker

Hilmar Hoffmann (1925–2018), Kulturpolitiker

Heiner Blum (geb. 1959), Künstler

Robert Gernhardt (1937–2006), Schriftsteller

Peter P. Schweger (1935–2022), Architekt

Paul Ehrlich (1854–1915), Mediziner

Leo Frobenius (1873–1938), Kulturphilosoph

Liesel Christ (1919–1996), Schauspielerin

Margarete Mitscherlich (1917–2012), Psychoanalytikerin

Fritz Remond (1902–1976), Theaterleiter

Paul Hindemith (1895–1963), Komponist

Martin Buber (1887–1965), Sozial- und Religionsphilosoph

Heiner Goebbels (geb. 1952), Komponist

Franz Rosenzweig (1868–1929), Religionsphilosoph

Max Horkheimer (1895–1973), Sozialphilosoph

Fritz von Unruh (1885–1970), Schriftsteller

Margarete Schütte-Lihotzky (1897–2000), Architektin

Martin Elsaesser (1884–1957), Architekt

Theodor W. Adorno (1903–1969), Philosoph

Siegfried Unseld (1924–2002), Verleger

Marcel Reich-Ranicki (1920–2013), Literaturkritiker

Jürgen Habermas (geb. 1929), Philosoph

Hartmut Michel (geb. 1948), Biochemiker

Ignatz Bubis (1927–1999), Unternehmer

Erich Fromm (1900–1980), Psychoanalytiker

Alexander Mitscherlich (1908–1982), Sozialpsychologe

Harry Buckwitz (1904–1987), Theaterintendant

Marie-Luise Kaschnitz (1901–1974), Schriftstellerin

Bernhard Minetti (1905–1998), Schauspieler

Alfred Edel (1932–1993), Schauspieler

Max Beckmann (1884–1950), Künstler

Oskar Schindler (1908–1974), Fabrikant

Siegfried Kracauer (1889–1966), Soziologe

Magda Spiegel (1887–1944), Opernsängerin

Thomas Bayrle (geb. 1937), Künstler

Ernst May (1886–1970), Architekt

Kasper König (1943–2024), Ausstellungsmacher

Michael Gielen (1927–2019), Dirigent

Otto Hahn (1879–1968), Wissenschaftler

Albert Mangelsdorff (1928–2005), Musiker

Anne Frank (1929–1945)

Dolf Sternberger (1907–1989), Politologe

Fritz Bauer (1903–1968), Jurist.